# Alfred Francis Russell
Pour les articles homonymes, voir Russell.
Alfred Francis Russell, né le 25 août 1817 dans le Kentucky, mort le 4 avril 1884), fut le dixième président du Libéria.

## Biographie
Russell émigra au Libéria en 1833 avec sa mère et ses quatre frères et sœurs. Il était à l'origine missionnaire méthodiste et posséda plus tard une grande plantation de café et de canne à sucre. Il travailla jusqu'en 1881 comme vice-président sous Anthony William Gardiner et devint président du Libéria après la démission de celui-ci pour raisons de santé. Russell occupa cette fonction du 20 janvier 1883 jusqu'aux nouvelles élections organisées en 1884. Son successeur fut Hilary R. W. Johnson.